# Одырци
Одырци (болг. Одърци) — село в Болгарии. Находится в Добричской области, входит в общину Добричка. Население составляет 695 человек.

## Политическая ситуация
В местном кметстве Одырци, в состав которого входит Одырци, должность кмета (старосты) исполняет Петыр Радев Петров (Болгарская социалистическая партия (БСП)) по результатам выборов правления кметства.
Кмет (мэр) общины Добричка — Петко Йорданов Петков (Болгарская социалистическая партия (БСП)) по результатам выборов в правление общины.